# Satyrus maroccana
Satyrus maroccana är en fjärilsart som beskrevs av Charles Oberthür 1921. Satyrus maroccana ingår i släktet Satyrus och familjen praktfjärilar. Inga underarter finns listade.